# 黎孟璠 (啟定舉人)
黎孟璠（越南语：／，？—？），越南阮朝举人、官员。

## 生平
黎孟璠是清化省弘化縣扶光社人。
啟定三年（1918年）在清化場中戊午科舉人，時年26歲。